# Јоханес Рау
Јоханес Рау (16. јануар 1931 — 27. јануар 2006) био је немачки политичар који је био на функцији председника Немачке од 1999. до 2004. године. Претходно је био председник Бундесрата (1982—1983, 1994—1995) и председник владе Северне Рајна-Вестфалије (1978—1998).